# 池田町有線テレビ
池田町有線テレビ（いけだちょうゆうせんテレビ）は、北海道中川郡池田町にかつて存在した、同町をサービスエリアとするケーブルテレビ局。

## 概要
池田町民の地域情報を提供し町民がそれらを共有することで地域のコミュニケーションを高めることを目的に、1972年から着工し富士通の放送機材を用い、池田町役場内の2階建て書庫を改装してスタジオを設け、日本初の公営ケーブルテレビとして1973年（昭和48年）1月1日に開局した。開局当初は108戸が加入し町福祉センターでの新年交礼会生中継を最初の番組として放送、丸谷金保町長の「あけましておめでとうございます」が第一声となった。
町の予算で運営し住民からの利用料徴収を行わず、町内の話題の紹介・町議会中継・料理番組や医療番組などを展開し、当初5年程度での町内全域へのケーブル整備を計画するもオイルショックや財政難に伴い停滞し農林水産省や郵政省の補助事業を受けて再度拡張し1999年度に町内全域へのケーブル施設整備が完成、ピークの2003年時点では町内の92.8%に相当する3312世帯が加入していた。
その後地上デジタル放送（地デジ）への切り替えには高額な経費を支出しなければならないため、地デジ難視聴解消を目的とした光ケーブル敷設事業に切り替えたことから、2011年3月31日限りで廃止された。町議会中継についてはインターネット配信に切り替えられた。閉局後は残存する1977年6月17日から閉局までの映像がDVD化され容量2時間のディスク1328枚分のセットを3セット制作し、目録整理を行ったうえで1セットは町立図書館で閲覧可能としている。

## 放送チャンネル
- 8ch　自主放送チャンネル

## 備考
- テレビ北海道（TVh）は、北海道総合通信網（HOTNET）などを使った専用回線（例：導入事例：ブロードバンドコミュニケーション：情報通信カンパニー：古河電工）が開通しておらず、配信出来ない状態にあることから再送信されなかったが、2011年11月7日に帯広送信所が開局して池田町のほぼ全域が視聴が可能になっている。
- 余談だが、同じ帯広エリアの帯広シティーケーブル（OCTV）では、上記の専用回線を使ったTVhの再配信がなされている。
- 『東芝日曜劇場』でも取り上げられたことがある（カラス係長奮闘記(主演：佐藤B作))。